# 洪学智
洪学智（1913年2月2日—2006年11月20日），安徽省金寨县（原屬河南省商城縣）人。曾任中国人民解放军总后勤部部长、全国政协副主席。他于1955年9月、1988年9月先后两次被授予中国人民解放军上将军衔，是解放軍中唯一一位兩次被授予上將軍銜的將軍，故有人称其为“六星上将”。
洪学智早年参加中国工农红军，历任红一军战士、班长、排长、红四军第十师连长、政治指导员、党支部书记、营政委、团政治处主任、红三十一军第九十三师政治部主任、红四军政治部主任。参与长征等历次作战。抗日战争时期，历任抗日军政大学第三大队一支队支队长、第四大队副大队长，第五分校副校长，新四军第三师参谋长、副师长。第二次国共内战时期，任东北民主联军第六纵队司令员，第四野战军四十三军军长，第十五兵团第一副司令员兼参谋长。中华人民共和国成立后，历任中国人民志愿军副司令员兼后方勤务司令部司令员，中国人民解放军总后勤部副部长，总后勤部部长。1959年因彭德怀案受牵连，下放至吉林省任农业机械厅厅长、吉林省重工业厅厅长。文革结束后，历任国务院国防工业办公室主任、党组书记，总后勤部部长兼政委，中共中央军委副秘书长、军委委员，第七、八届全国政协副主席等职。

## 生平

### 早年
1913年2月2日，洪学智出生在安徽省金寨县双河镇黄鹄村（原河南商城汤家汇）小河口一个贫苦农民家庭。小学毕业后辍学，1928年东参加中国共产党地下党领导的农民武装联庄队；1929年3月参加赤城縣游擊隊，并参与商南暴動，同年5月加入中国共产党，並於12月随赤城縣游擊隊編入紅一軍。
1930年，洪学智任中国工农红军第一军三师八团排长。1932年起任红四军第十师副连长、连长、连指导员，参加了鄂豫皖苏区历次反围剿，以及黄安、商潢、苏家埠、潢光战役。1932年，他随红四方面军西征，历任营政委，后任红四军十师的团政治处主任。1933年5月任红三十一军第九十三师政治部主任，1934年任红四军政治部主任。参加了反“三路围攻”、“六路围攻”作战和仪南、营渠、宣达战役等。
1935年5月，洪学智参加长征，在红一、四方面军会师时，曾给红一方面军送去了四批粮食和牛羊。之后听从张国焘命令，再度南返，前后三次度过草地，参加绥崇丹懋战役、百丈关战役等。1936年6月，又参与接应红六军团的行动，筹集了28万斤粮食和牛羊、鞋子、帐篷等。到达陕北后，入抗日军政大学学习。1937年6月在抗大被誣陷參與「企圖組織逃跑未遂」被定罪判刑入獄，後被毛澤東平反。

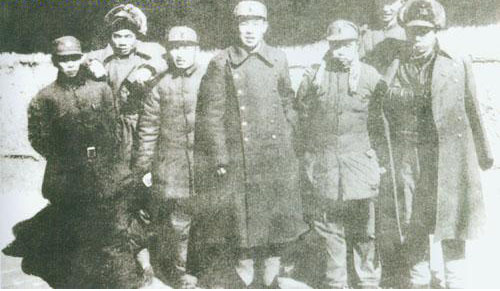
新四军第3师部分领导人合影。左起：彭明治、吴信泉、杨光池、刘震、吴文玉、洪学智、李一氓

### 抗日战争时期
抗日战争爆发后，历任抗日军政大学第三大队一支队支队长、第四大队副大队长。1939年7月，随抗大总校开赴太行山抗日前线，任太行军区军政大学第四团团长。1941年4月率第二华中派遣大队到达苏北盐城，任抗大第五分校副校长兼盐城卫戍司令，培养新四军干部。后任盐阜军区司令员，领导盐阜军民开展反伪化、反蚕食斗争，发展壮大地方武装。1943年，接替阵亡的彭雄任新四军第三师参谋长，参与领导巩固和发展苏北抗日根据地的斗争。1945年任第三师副师长，指挥阜宁战役、淮安战役。

### 解放战争时期
第二次国共内战时期，洪学智随新四军第三师进军东北。1946年2月，任辽西军区副司令员，1946年7月，任黑龙江军区司令员，领导剿匪工作。1947年1月春节前，回到北安接到黄克诚电话通知其调往前线。洪立即动身，经绥化于1月下旬到了东北局所在地哈尔滨，先见到了林彪。林彪说:“你来了，很好，你在黑龙江完成了剿匪任务，前方需要你，你马上到前线去担任六纵司令。陈光身体不好，让他休息一段，另行分配工作。六纵是我军主力，你对这个部队是熟悉的。16师是新四军三师的老部队，17师是杨国夫、刘其人从山东带来的，也是主力。主力能否打好，关系甚大。（1月）8日的焦家岭战斗，六纵虽然歼灭了新一军1个团，但打法上未集中兵力。你到六纵后，一定要注意集中兵力问题。去年东北局关于集中绝对优势兵力歼敌1个团的战术指示，你看一下”“你到六纵后，要坚决执行东总的战役方针.尤其在战术上要彻底实行‘一点两面’战术，不仅在战役部署上应当采取，而且战役内部和各级指挥员皆应当采取。只要我军能采取集中兵力各个歼灭敌人的小股，则敌只能占领主要点，不能占领次要的点与面，而我军则能占领广大兵源、粮源区，使敌陷于各个被歼的境地。如果不执行以上的作战方针，重点去打城市攻坚，则我不仅失掉城市，而小城市与广大乡村亦将失掉，则兵源、粮源区皆失，即无法扩军与养军，且无作战的回旋余地，必然导致严重困难。所以各部队必须坚决而灵活地执行以上方针，在持久斗争中争取最后胜利”“从进入东北到四平街大战，你一直在前线，我给你讲过多次。这些作战方针、战术思想，你应该是熟悉的”“其塔木战斗后，军委指示我们围城打援是歼灭敌人的重要战术之一。当前形势，利用结冰时期有计划地发动进攻，普遍寻找敌之薄弱据点，采用围城打援方法，大量歼敌，转变敌我形势，甚为必要。南满四纵20天敌后作战经验，也说明只有采取勇敢进攻方针，才是胜敌之道。这些指示，你都要在作战中很好贯彻执行”“你马上去弓棚子六纵司令部，明天就去。我北满部队决定全力大举向敌人进攻，你们要做好打大仗的准备。”“你到部队后，要同杨国夫、刘其人一道大胆管理部队，大胆指挥作战。六纵是有光荣传统的部队，你们一定要带好、指挥好”。随后洪去见了东北局副书记、东北民主联军副政委高岗，高说：“这次东北局决定你回到前线，是因为前线需要你。现在我北满部队正在配合南满向孙立人的新一军发动进攻，已歼灭敌人5个营，打得不错，受到了毛主席的表扬”“东北局以及林彪总司令计划扩大战果，求得再歼灭杜聿明一个师到两个师。由于寒流，冻伤很多，影响了作战，两昼夜内冻伤了8000余人。林总准备开冻以前续打几仗。我军兵力充足，每师均有万人左右，装备也比去年有改进，你在北安看到了，根据地也初具规模，群众参军、参战很积极。与去年在北宁路作战时的情形完全不同了。那时避免与敌十三军、五十二军决战是正确的，这是一个关键。后来在四平街作战，敌人集结10个师，我只有9个旅，不可能堵住敌人北进。迅速下决心巧妙地撤退，并且避免在长春、公主岭决战，这又是一个关键”“所以林总（果断撤出四平战场）的处置很果断。此次松南作战，东北局、林彪、彭真和我都认为是关键。假如杜聿明不能再从关内增兵，我军连续打几个胜仗，即可奠定我党我军在东北的基础。现在需要你马上到前线”。洪乘一辆卡车，顶着白毛风暴风雪，赶往六纵司令部所在地弓棚子，到了那里正赶上吃午饭，先同副司令杨国夫、副政委刘其人，参谋长阎捷三、政治部主任徐斌洲等领导见了面；第二天召开各师师长、政委会议，洪传达了林彪对六纵作战的要求。任东北民主联军（后改为人民解放军东北野战军）第六纵队司令员，参与三下江南作战、东北夏秋冬攻势作战。1948年11月任第四野战军四十三军军长，参加平津战役，指挥部队围困北平，促使傅作义率部易帜。
1948年3月28日调任上干大队任大队长，六纵副政委刘其人任上干大队政委。黄永胜接任六纵司令员，赖传珠任纵队政委。上干大队第二期、第三期每期3个月，训练现任营团级指挥干部，包括副师长、师参谋长学员总额360人，军事干部占三分之二。1949年11月底出任第43军军长。  
1949年4月，洪学智参加渡江战役，从黄冈、黄石、蕲春三地渡过长江。1949年4月任第十五兵团第一副司令员兼参谋长，率部参加湘赣战役、广东战役。10月14日攻占广州，洪学智兼任广东军区副司令员兼军区江防司令员。1950年参与指挥海南岛战役和攻占万山群岛之战，后任第十三兵团副司令员。

### 中华人民共和国成立后

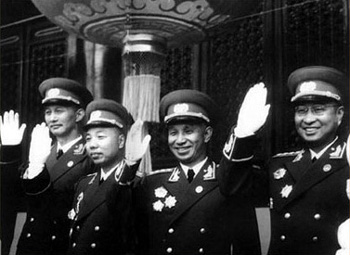
1955年国庆节，洪学智、萧华、粟裕、陈赓在天安门城楼

1950年10月，洪学智參與朝鲜战争，任中国人民志愿军副司令员，分管司令部、特种兵和后勤工作。1951年5月，兼任后方勤务司令部司令员，主持志愿军后勤工作。在主持志愿军后勤工作期间，成功建立了号称“打不垮、炸不烂”的钢铁运输线，保证了志愿军后勤供应线的畅通。曾获朝鮮一级国旗勋章、一级自由独立勋章。彭德懷在戰後說：“這勳章授給我不合適，第一應該授給高麻子（高崗），第二應該授給洪麻子（洪學智），如果沒有他們兩人晝夜想盡辦法支援志願軍的糧彈物資，志願軍是打不了勝仗的。”
回国后，1954年2月任中国人民解放军总后方勤务部副部长兼参谋长。1956年被增补为军委委员。1957年5月任总后方勤务部部长、党委第一书记。1959年因「彭德懷問題」受牽連（庐山会议上支持彭德怀），9月被撤去總後勤部部長職務。1960年5月下放吉林省农业机械厅厅长，1962年吉林省机构精简，任吉林省重工业厅厅长。文革時受磨難、挨批鬥，後下放農場勞動改造。1974年8月，任吉林省石油化工局局长。
文革结束后，1977年8月任中央军委委员，9月任国务院国防工业办公室主任、党组书记，领导国务院几个机械工业部。1980年1月，再次出任总后勤部部长，1982年9月任中共中央军委副秘书长，1985年3月兼任总后勤部政治委员。1987年11月，卸任总后勤部部长兼政委，专任中共中央军委副秘书长，参与领导军队的全面工作，1989年11月卸任。
洪學智是第一、二屆國防委員會委員，中共八屆候補中央委員，第十一、十二屆中央委員，中共中央顧問委員會委員，第五屆全國人大常委，第一、五、七屆全國人大代表，1990年3月至1998年3月任第七、八屆全國政協副主席。1955年和1988年兩次被授予上將軍銜。獲中華人民共和國一級八一勳章、一級獨立自由勳章、一級解放勳章。
2006年11月20日晚上22時10分因病醫治無效，在北京逝世，享年94歲。官方评价为“中国共产党的优秀党员，久经考验的忠诚的共产主义战士，无产阶级革命家、军事家，我军现代后勤工作的开拓者”。2013年2月1日，中共中央举行“纪念洪学智诞辰100周年座谈会”，贾庆林出席。

## 荣誉
- 朝鲜民主主义人民共和国一级自由独立勋章2枚（1951年、1953年）
- 朝鲜民主主义人民共和国一级国旗勋章（1953年）
- 中华人民共和国一级八一勋章（1955年）
- 中华人民共和国一级独立自由勋章（1955年）
- 中华人民共和国一级解放勋章（1955年）

## 家庭
洪学智與同為红军之張文（张熙泽，1919年7月－2022年3月27日）在1936年6月1日結婚，共生下三男五女；
- 長女洪醒华（1939年－）
- 長子洪虎（1940年6月－），曾任吉林省省长，2004年10月卸任成為全国人大法律委员会副主任[22]
- 次子洪豹，曾任天津警备区副司令员、少将。

## 著作
- 《抗美援朝战争回忆》解放军出版社1999年7月初版，ISBN 750330183
- 《洪學智回憶錄》解放军出版社2002年10月初版，ISBN 978-7-5065-4311-8

## 外部連結
- 全國文化信息資源共享工程 洪學智簡歷 （页面存档备份，存于）
- 大别山里走出的共和国将军：洪学智逝世 （页面存档备份，存于）

| 中国人民解放军职务 | 中国人民解放军职务                                   | 中国人民解放军职务 |
| ------------------ | ---------------------------------------------------- | ------------------ |
| 前任： 黄克诚      | 中国人民解放军总后方勤务部部长 1957年－1959年        | 繼任： 邱会作      |
| 前任： 张震        | 中国人民解放军总后勤部部长 1980年1月－1987年11月     | 繼任： 赵南起      |
| 前任： 王平        | 中国人民解放军总后勤部政治委员 1980年1月－1987年11月 | 繼任： 刘安元      |